# Хорхе Родріго Барріос
Хорхе Родріго Барріос (ісп. Jorge Rodrigo Barrios, 1 серпня 1976) — аргентинський професійний боксер, чемпіон світу за версією WBO (2005—2006) у другій напівлегкій вазі.

## Професіональна кар'єра
Досягши в Аргентині впродовж 1996—1999 років рекорду 23-1, вирушив на бій в Італію і 10 липня 1999 року переміг Сільвано Усіні, завоювавши вакантний титул чемпіона світу за малозначимою версією WBU у другій напівлегкій вазі.
9 серпня 2003 року вийшов на бій проти чемпіона WBA (Super) і WBO у другій напівлегкій вазі Аселіно Фрейтаса (Бразилія) і програв технічним нокаутом в дванадцятому раунді.
8 квітня 2005 року вийшов на бій проти чемпіона WBO  у другій напівлегкій вазі Майка Анчондо (США) і, нокаутувавши суперника в четвертому раунді, відібрав звання чемпіона. Провівши три переможних боя, у тому числі два захиста проти співвітчизника Віктора Сантьяго і угорця Яноша Надь, 16 вересня 2006 року програв розділеним рішенням домініканцю Хоану Гусману.